# Великая Яромирка
Великая Яромирка (укр. Велика Яромирка) — село в Хмельницком районе Хмельницкой области Украины.
Население по переписи 2001 года составляло 1069 человек. Почтовый индекс — 32054, 32055. Телефонный код — 3851. Занимает площадь 2.410 км².

## Местная власть
32000, Хмельницкая обл., Хмельницкий р-н, г. Городок, ул. Грушевского, 53